# Cryptarrhena
Cryptarrhena is een geslacht van orchideeën uit de onderfamilie Epidendroideae.
Het zijn kleine tot middelgrote epifytische planten van zeer vochtige en beschaduwde tropische laaglandregenwouden uit Midden- en Zuid-Amerika, van Mexico tot Peru en in de Caraïben, met een voor de subtribus eerder zeldzame veelbloemige bloeiwijze met kleine, vreemdgevormde geelgroene bloemen.

## Naamgeving
- Synoniemen: Clinhymenia A.Rich. & Galeotti, Orchidofunckia A.Rich. & Galeotti

## Kenmerken
Cryptarrhena-soorten zijn kleine tot middelgrote epifytische planten met een sympodiale groei, zonder of met kleine pseudobulben, twee rijen elkaar overlappende, waaiervormige geplaatste, lijnlancetvormige en gekielde bladeren, en een okselstandige, afhangende bloeistengel met een veelbloemige aar.
De bloemen zijn klein (tot 1 cm), geel of groen gekleurd, met ovale kelkbladen met uitgerekte, spitse top, en omgekeerd eironde kroonbladen. De bloemlip is ankervormig, zoals bij het geslacht Dichaea. Het gynostemium draagt me een opvallend clinander, vergelijkbaar met dat van Chaubardia, en een duidelijke tand aan de voet.

## Taxonomie
Cryptarrhena heeft een aantal voor de subtribus afwijkende morfologische kenmerken, zoals de veelbloemige bloeiwijze, die het tot een buitenbeentje in de groep maken.
DNA-onderzoek uit 2005 door Whitten en anderen heeft aangetoond dat Cryptarrhena dicht bij zustergeslacht Dichaea geplaatst  moet worden.
Het geslacht omvat drie of vier soorten. De typesoort is Cryptarrhena lunata.

### Soorten
- Cryptarrhena guatemalensis Schltr. (1911)
- Cryptarrhena kegelii Rchb.f. (1852)
- Cryptarrhena lunata R.Br. (1816)